# Élections régionales de 2024 en Brandebourg
Les élections régionales de 2024 en Brandebourg (en allemand : Landtagswahl im Brandenburg 2024) se tiennent le 22 septembre 2024, afin d'élire les 88 députés de la 8e législature du Landtag, pour un mandat de cinq ans.

## Contexte
À la suite des élections régionales du 1er septembre 2019, le Parti social-démocrate (SPD), l'Union chrétienne-démocrate (CDU) et l'Alliance 90/Les Verts (Grünen) s'entendent pour former une « coalition kényane ». Le ministre-président social-démocrate Dietmar Woidke est réélu pour troisième mandat le 20 novembre suivant par 47 voix sur 87 lors d'une session du Landtag.

## Mode de scrutin
Le Landtag est constitué de 88 députés (en allemand : Mitglied des Landtags, MdL), élus pour une législature de cinq ans au suffrage universel direct et suivant le scrutin proportionnel de Hare/Niemayer.
Chaque électeur dispose de deux voix : la première (Wahlkreisstimme) lui permet de voter pour un candidat de sa circonscription selon les modalités du scrutin uninominal majoritaire à un tour, le Land comptant un total de 44 circonscriptions ; la seconde voix (Landesstimme) lui permet de voter en faveur d'une liste de candidats présentée par un parti au niveau du Land.
Lors du dépouillement, l'intégralité des 88 sièges est répartie proportionnellement aux secondes voix entre les partis ayant remporté au moins 5 % des suffrages exprimés au niveau du Land. Si un parti a remporté des mandats au scrutin uninominal, ses sièges sont d'abord pourvus par ceux-ci.
Dans le cas où un parti obtient plus de mandats au scrutin uninominal que la proportionnelle ne lui en attribue, il conserve ces mandats supplémentaires et la taille du Landtag est augmentée par des mandats complémentaires distribués aux autres partis pour rétablir une composition proportionnelle aux secondes voix, dans une limite de 110 sièges au total.

## Campagne
Le Parti libéral-démocrate (FDP) choisit le 21 octobre 2023 son président régional Zyon Braun comme chef de file pour les élections régionales. Lors d'une assemblée des délégués à Falkensee, il est investi par 144 voix pour, 27 voix contre et 2 abstentions, soit un soutien de 83 %. Il s'engage non seulement à faire revenir le FDP au Landtag, mais également à ce qu'il participe au prochain gouvernement. Il revendique de mener une politique budgétaire saine évitant le recours au déficit public.
Le 8 décembre 2023, lors d'une réunion de son assemblée des délégués à Potsdam, l'Union chrétienne-démocrate d'Allemagne (CDU) désigne son président régional Jan Redmann (de) comme chef de file électoral. Il recueille 100 voix favorables parmi les 113 délégués présents, soit un soutien de 88,5 % des suffrages. Il se montre un critique virulent du ministre-président social-démocrate Dietmar Woidke ainsi que de la coalition fédérale entre sociaux-démocrates, écologistes et libéraux, dénonçant la sortie du nucléaire ainsi que les débats sur l'abandon du charbon tout en revendiquant une hausse des investissements dans les énergies renouvelables. Il appelle enfin à une augmentation des effectifs des forces de police du Land.
Die Linke investit le 27 janvier 2024 Sebastian Walter (de) chef de file électoral au cours d'un congrès convoqué à Templin, avec 84 % des suffrages exprimés. Il revendique la défense de la démocratie, l'intensification des luttes sociales, et dénonce le soutien apporté par le gouvernement régional à l'installation des entreprises d'Elon Musk ainsi que les inégalités de revenus. À la tribune, le dirigeant historique du parti Gregor Gysi critique la création de l'Alliance Sahra Wagenknecht (BSW), notamment le fait qu'elle ait été rejointe par dix députés fédéraux qui n'ont pas démissionné de leur mandat.
L'Alliance 90/Les Verts (Grünen) désigne, à l'occasion d'un congrès organisé à Cottbus le 11 mars 2024, un binôme de candidats, constitué de la secrétaire d'État du ministère des Affaires sociales Antje Töpfer (de) et du président du groupe parlementaire au Landtag Benjamin Raschke. Töpfer obtient la première place sur la liste régionale avec le soutien de 91,1 % des délégués tandis que Raschke est placé en deuxième position avec 92,9 % des voix.
Le 6 avril 2024, l'Alternative pour l'Allemagne (AfD) investit son président du groupe parlementaire au Landtag Hans-Christoph Berndt comme chef de file au cours d'un congrès à Jüterbog. Il recueille 408 voix pour, 48 voix contre et 15 abstentions parmi les délégués présents, soit un soutien de l'ordre de 87 %. Classé par le renseignement intérieur comme « extrémiste de droite avéré », Berndt qualifie lors de son discours ce service de « néo-Stasi » et décrit le ministre-président Dietmar Woidke comme un « parti d'État personnifié ».
Le Parti social-démocrate d'Allemagne (SPD) désigne le 13 avril 2024 le ministre-président sortant Dietmar Woidke comme chef de file électoral. Recevant 122 voix favorables parmi les délégués du congrès, il engrange un soutien de 97 %, ce qui constitue un record pour un chef de l'exécutif sortant. Il fait bien mieux qu'en 2019, où il avait été appuyé par 82,5 % des votants. S'engageant à défendre la démocratie et dénonçant le racisme et la xénophobie, il présente un programme basé sur des incitations à la hausse du salaire minimum, le développement de l'emploi industriel, l'encadrement des loyers, la hausse des effectifs de police, le financement de la santé publique et la petite enfance.

### Principaux partis
| Parti | Parti | Idéologie                                                                                                   | Chef de file                        | Résultat en 2019           |
| ----- | --- | --- | ----------------------------------- | -------------------------- |
|       | Parti social-démocrate d'Allemagne Sozialdemokratische Partei Deutschlands                                           | Centre gauche Social-démocratie, troisième voie, progressisme                                               | Dietmar Woidke (Ministre-président) | 26,2 % des voix 25 députés |
|       | Alternative pour l'Allemagne Alternative für Deutschland                                                             | Droite à extrême droite Euroscepticisme, national-conservatisme, populisme                                  | Hans-Christoph Berndt               | 23,5 % des voix 23 députés |
|       | Union chrétienne-démocrate d'Allemagne Christlich Demokratische Union Deutschlands                                   | Centre droit Démocratie chrétienne, libéral-conservatisme                                                   | Jan Redmann (de)                    | 15,6 % des voix 15 députés |
|       | Alliance 90/Les Verts Bündnis 90/Die Grünen                                                                          | Centre gauche Écologie politique, progressisme                                                              | Antje Töpfer (de)                   | 10,8 % des voix 10 députés |
|       | Die Linke La Gauche                                                                                                  | Extrême gauche à gauche Socialisme démocratique, anticapitalisme, populisme                                 | Sebastian Walter (de)               | 10,7 % des voix 10 députés |
|       | Mouvements citoyens unis du Brandebourg/Électeurs libres (de) Brandenburger Vereinigte Bürgerbewegungen/Freie Wähler | Centre Localisme, démocratie directe, libéral-conservatisme                                                 | Péter Vida (de)                     | 5,1 % des voix 5 députés   |
|       | Parti libéral-démocrate Freie Demokratische Partei                                                                   | Centre à centre droit Libéralisme, social-libéralisme                                                       | Zyon Braun                          | 4,1 % des voix 0 député    |
|       | Alliance Sahra Wagenknecht - Pour la raison et la justice Bündnis Sahra Wagenknecht - Für Vernunft und Gerechtigkeit | Gauche radicale ou attrape-tout Nationalisme, populisme et conservatisme de gauche, socialisme démocratique | Robert Crumbach                     | Nouveau                    |

### Sondages

Moyenne des sondages depuis les précédentes élections.

| Institut                | Date       | CDU    | SPD    | Verts  | FDP   | Linke  | AfD    | BVB/FW (de) | BSW  |
| ----------------------- | ---------- | ------ | ------ | ------ | ----- | ------ | ------ | ----------- | ---- |
| Institut                | Date       |        |        |        |       |        |        |             |      |
| Forschungsgruppe Wahlen | 19/09/2024 | 14 %   | 27 %   | 4,5 %  | –     | 4 %    | 28 %   | 3,5 %       | 13 % |
| INSA                    | 17/09/2024 | 16 %   | 25 %   | 4 %    | 2 %   | 3 %    | 28 %   | 4 %         | 14 % |
| Forschungsgruppe Wahlen | 13/09/2024 | 15 %   | 26 %   | 5 %    | –     | 3 %    | 29 %   | 3 %         | 14 % |
| Infratest dimap         | 12/09/2024 | 16 %   | 26 %   | 4,5 %  | –     | 4 %    | 27 %   | 4,5 %       | 13 % |
| Infratest dimap         | 05/09/2024 | 18 %   | 23 %   | 5 %    | –     | 4 %    | 27 %   | 3 %         | 15 % |
| INSA                    | 06/08/2024 | 19 %   | 20 %   | 5 %    | 2 %   | 5 %    | 24 %   | 4 %         | 17 % |
| INSA                    | 16/07/2024 | 18 %   | 19 %   | 7 %    | 3 %   | 5 %    | 24 %   | 4 %         | 17 % |
| Infratest dimap         | 11/07/2024 | 19 %   | 19 %   | 7 %    | 3 %   | 4 %    | 23 %   | 3 %         | 16 % |
| INSA                    | 24/05/2024 | 19 %   | 19 %   | 7 %    | 3 %   | 6 %    | 25 %   | 5 %         | 13 % |
| Infratest dimap         | 10/04/2024 | 18 %   | 22 %   | 8 %    | -     | 6 %    | 26 %   | 3 %         | 10 % |
| INSA                    | 03/04/2024 | 19 %   | 19 %   | 8 %    | 3 %   | 7 %    | 25 %   | 3 %         | 12 % |
| INSA                    | 17/01/2024 | 18 %   | 17 %   | 8 %    | 3 %   | 6 %    | 28 %   | 4 %         | 13 % |
| Forsa                   | 11/01/2024 | 16 %   | 22 %   | 7 %    | 3 %   | 6 %    | 32 %   | 5 %         | 4 %  |
| INSA                    | 29/11/2023 | 18 %   | 20 %   | 8 %    | 3 %   | 6 %    | 27 %   | 3 %         | 11 % |
| Infratest dimap         | 13/09/2023 | 18 %   | 20 %   | 8 %    | 4 %   | 8 %    | 32 %   | 6 %         |      |
| INSA                    | 04/07/2023 | 18 %   | 21 %   | 9 %    | 3 %   | 10 %   | 28 %   | 5 %         |      |
| IFM                     | 09/06/2023 | 17 %   | 24 %   | 10 %   | 4 %   | 12 %   | 24 %   | 8 %         |      |
| Infratest dimap         | 26/04/2023 | 23 %   | 22 %   | 9 %    | 5 %   | 7 %    | 23 %   | 5 %         |      |
| INSA                    | 05/04/2023 | 19 %   | 21 %   | 10 %   | 4 %   | 10 %   | 25 %   | 5 %         |      |
| pmg – policy matters    | 28/12/2022 | 17 %   | 27 %   | 7 %    | 6 %   | 9 %    | 23 %   | 5 %         |      |
| INSA                    | 11/10/2022 | 17 %   | 22 %   | 11 %   | 4 %   | 10 %   | 25 %   | 5 %         |      |
| Infratest dimap         | 28/09/2022 | 18 %   | 24 %   | 11 %   | 4 %   | 9 %    | 24 %   | 4 %         |      |
| Infratest dimap         | 27/04/2022 | 18 %   | 30 %   | 10 %   | 6 %   | 7 %    | 19 %   | 4 %         |      |
| Forsa                   | 20/12/2021 | 14 %   | 28 %   | 11 %   | 6 %   | 11 %   | 17 %   | 8 %         |      |
| Infratest dimap         | 01/09/2021 | 13 %   | 34 %   | 8 %    | 7 %   | 9 %    | 17 %   | 7 %         |      |
| Infratest dimap         | 18/05/2021 | 16 %   | 23 %   | 16 %   | 7 %   | 11 %   | 18 %   | 4 %         |      |
| Forsa                   | 20/12/2020 | 20 %   | 23 %   | 15 %   | 4 %   | 12 %   | 16 %   | 6 %         |      |
| Infratest dimap         | 19/11/2020 | 20 %   | 26 %   | 12 %   | 5 %   | 11 %   | 19 %   | 3 %         |      |
| INSA                    | 08/10/2020 | 17 %   | 21 %   | 16 %   | 4 %   | 13 %   | 20 %   | 5 %         |      |
|                         |            |        |        |        |       |        |        |             |      |
| Élections               | 01/09/2019 | 15,6 % | 26,2 % | 10,8 % | 4,1 % | 10,7 % | 23,5 % | 5,1 %       |      |

## Résultats

### Voix et sièges
|                          |                                                                        |                                                                        |                  |                  |                  |                  |           |        |        |        |              |               |  |  |
| Partis                   | Partis                                                                 | Partis                                                                 | Circonscriptions | Circonscriptions | Circonscriptions | Circonscriptions | Listes    | Listes | Listes | Listes | Total sièges | +/-           |  |  |
| Partis                   | Partis                                                                 | Partis                                                                 | Votes            | %                | Sièges           | +/-              | Votes     | %      | +/-    | Sièges | Total sièges | +/-           |  |  |
|                          | Parti social-démocrate d'Allemagne (SPD)                               | Parti social-démocrate d'Allemagne (SPD)                               | 500 923          | 33,57            | 19               | 6                | 463 678   | 30,89  | 4,71   | 13     | 32           | 7             |  |  |
|                          | Alternative pour l'Allemagne (AfD)                                     | Alternative pour l'Allemagne (AfD)                                     | 470 412          | 31,52            | 25               | 10               | 438 811   | 29,23  | 5,72   | 5      | 30           | 7             |  |  |
|                          | Alliance Sahra Wagenknecht - Pour la raison et la justice (BSW)        | Alliance Sahra Wagenknecht - Pour la raison et la justice (BSW)        |                  |                  |                  |                  | 202 343   | 13,48  | Nv     | 14     | 14           | 14            |  |  |
|                          | Union chrétienne-démocrate d'Allemagne (CDU)                           | Union chrétienne-démocrate d'Allemagne (CDU)                           | 238 247          | 15,97            | 0                | 2                | 181 632   | 12,10  | 3,47   | 12     | 12           | 3             |  |  |
|                          | Alliance 90/Les Verts (Grünen)                                         | Alliance 90/Les Verts (Grünen)                                         | 51 373           | 3,44             | 0                | 1                | 62 031    | 4,13   | 6,65   | 0      | 0            | 10            |  |  |
|                          | Die Linke (Linke)                                                      | Die Linke (Linke)                                                      | 77 123           | 5,17             | 0                | en stagnation    | 44 692    | 2,98   | 7,74   | 0      | 0            | 10            |  |  |
|                          | Mouvements citoyens unis du Brandebourg/Électeurs libres (de) (BVB/FW) | Mouvements citoyens unis du Brandebourg/Électeurs libres (de) (BVB/FW) | 104 722          | 7,02             | 0                | 1                | 38 596    | 2,57   | 2,48   | 0      | 0            | 5             |  |  |
|                          | Parti de protection des animaux (Tierschutzpartei)                     | Parti de protection des animaux (Tierschutzpartei)                     | 3 758            | 0,25             | 0                | en stagnation    | 30 032    | 2,00   | 0,60   | 0      | 0            | en stagnation |  |  |
|                          | Plus Brandenburg (Plus)                                                | Plus Brandenburg (Plus)                                                | 8 900            | 0,60             | 0                | en stagnation    | 13 577    | 0,90   | 0,36   | 0      | 0            | en stagnation |  |  |
|                          | Parti libéral-démocrate (FDP)                                          | Parti libéral-démocrate (FDP)                                          | 20 389           | 1,37             | 0                | en stagnation    | 12 462    | 0,83   | 3,25   | 0      | 0            | en stagnation |  |  |
|                          | Autres                                                                 | Autres                                                                 | 16 390           | 1,10             | 0                | en stagnation    | 13 334    | 0,89   | –      |        | 0            | en stagnation |  |  |
|                          |                                                                        |                                                                        |                  |                  |                  |                  |           |        |        |        |              |               |  |  |
| Votes valides            | Votes valides                                                          | Votes valides                                                          | 1 492 237        | 98,59            |                  |                  | 1 501 188 | 99,18  |        |        |              |               |  |  |
| Votes blancs et nuls     | Votes blancs et nuls                                                   | Votes blancs et nuls                                                   | 21 401           | 1,41             | 12 450           | 0,82             |           |        |        |        |              |               |  |  |
| Total                    | Total                                                                  | Total                                                                  | 1 513 638        | 100              | 44               | en stagnation    | 1 513 638 | 100    | –      | 44     | 88           | en stagnation |  |  |
| Abstentions              | Abstentions                                                            | Abstentions                                                            | 563 315          | 27,12            |                  |                  | 563 315   | 27,12  |        |        |              |               |  |  |
| Inscrits / participation | Inscrits / participation                                               | Inscrits / participation                                               | 2 076 953        | 72,88            | 2 076 953        | 72,88            |           |        |        |        |              |               |  |  |

### Conséquences
Dès le lendemain du scrutin, le ministre-président sortant Dietmar Woidke annonce son intention d'engager des discussions exploratoires avec l'Alliance Sahra Wagenknecht et l'Union chrétienne-démocrate, mais la CDU annonce qu'elle n'y participera pas, considérant que ses résultats ne lui donnent pas de mandat pour faire partie du prochain gouvernement. Les entretiens préliminaires entre le SPD et la BSW démarrent début octobre et se concluent positivement, ce qui permet aux sociaux-démocrates et à la gauche populiste d'ouvrir des négociations de coalition le 4 novembre. L'accord de coalition est présenté le 27 novembre puis ratifié le 6 décembre par les congrès du SPD, par 108 voix pour et 1 abstention, et de la BSW, à l'unanimité des 32 délégués, ce qui crée la première coalition « rouge-violette » allemande.
Lors du vote d'investiture organisé le 11 décembre au Landtag, Dietmar Woidke échoue au premier tour de scrutin, par 43 voix pour, 40 voix contre, 2 abstentions et 2 nuls, alors que la majorité absolue des députés, soit 45 voix, était requise et que sa coalition rassemble 46 députés. Au moins un député de la BSW avait annoncé son intention de ne pas soutenir la candidature de Woidke en raison d'un désaccord sur le contenu du contrat de coalition. Lors du second tour, organisé dans la foulée, il est effectivement réélu ministre-président par 50 voix pour, 36 voix contre et 1 abstention, soit quatre voix de plus que le total des groupes du SPD et de la BSW. Il forme son gouvernement de dix ministres, dont la liste avait été dévoilée quelques jours auparavant, dans la foulée, la ministre de l'Agriculture Hanka Mittelstädt devant toutefois céder préalablement son entreprise du secteur agricole avant d'entrer en fonction.